# Clayton Fritchey
Clayton W. Fritchey (30 juin 1904 à Bellefontaine - 23 juillet 2001 à Washington) est un homme de presse américain qui a eu une longue carrière dans les affaires publiques.

## Biographie
Né dans l'Ohio, il s'installe avec ses parents à Baltimore, où son père est ingénieur pour la Baltimore and Ohio Railroad, lorsqu'il a deux ans.
Il commence sa carrière de journaliste à l'âge de 19 ans, et devint rédacteur en chef de The Baltimore Post à 21 ans. Il travaille ensuite dans différents journaux (Cleveland Press, Pittsburgh Press (en), ...) et se fait remarquer comme reporter pour ses articles sur les exploits d'Eliot Ness, avec qui il est devenu ami. Il retourne ensuite au Baltimore Post comme directeur de rédaction.
Il était rédacteur en chef du New Orleans Item lorsque George Marshall le fait venir à Washington pour prendre les fonctions d'Assistant Secretary of Defense for Public Affairs (en), de porte-parole du Pentagone et de Directeur du Bureau de l'information publique en 1950.
Il intègre ensuite les services de la Maison-Blanche comme Administrative Assistant (en) du président Truman en 1952.
Fritchey est l'attaché de presse et le porte-parole de la campagne présidentielle d'Adlai Stevenson en 1952 et en 1956.
Il devient par la suite vice-président du Democratic National Committee de 1953 à 1957.
Il rachète, avec trois associés, le journal The Arlington Sun, qu'il rebaptise Northern Virginia Sun (en) et dont il devient l'éditeur jusqu'en 1960.
Lorsque Stevenson devient le chef de la délégation des États-Unis aux Nations Unies en 1961, il fait appel à Fritchey en 1961 pour le poste de directeur des affaires publiques pour la Mission des États-Unis aux Nations Unies (en). Fritchey occupe ce poste jusqu'à ce que Stevenson meurt en 1965.
Il a tenu un édito sur les affaires nationales et étrangères, dans divers journaux (Washington Post, Harper's Magazine, ...), jusqu'en 1984.
Fritchey fait la Master list of Nixon's political opponents (en).
Clayton Fritchey était actif dans les cercles du pouvoir et de la politique de Washington. Le New York Times a noté en 1981 qu'il a présenté Jimmy Carter en 1976 aux intellectuels politiques de Washington à son domicile lors d'un événement dont assistait entre autres Sol Linowitz (en) et le sénateur Gaylord Nelson.
Il est le beau-père de l'ambassadeur Herman W. Nickel (en).